# Pseudocoremia humillima
Pseudocoremia humillima là một loài bướm đêm trong họ Geometridae.